# Катарбейское муниципальное образование
Катарбейское муниципальное образование — муниципальное образование со статусом сельского поселения в 
Нижнеудинском районе Иркутской области России. Административный центр — посёлок Катарбей.

## Демография
По результатам Всероссийской переписи населения 2010 года 
численность населения муниципального образования составила 824 человека, в том числе 403 мужчины и 421 женщина.

## Населенные пункты
В состав муниципального образования входят населённые пункты:
- Катарбей
- Бородинск
- Миллерова
- Орик
- Ундугул
- Ут[2]